# Paule Baillargeon
Paule Baillargeon (* 19. Juli 1945 in Rouyn-Noranda/Québec) ist eine kanadische Schauspielerin, Filmregisseurin und Drehbuchautorin.

## Leben
Seit 2009 ist sie Mitglied der Office national du film du Canada.

## Filmografie (Auswahl)
Schauspielerin
- 1970: Entre tu et vous
- 1971: Le Grand film ordinaire
- 1972: Ô ou l’invisible enfant
- 1972: Montréal blues
- 1972: Et du fils
- 1973: Louise Thibaudeau
- 1975: Gina
- 1975: Le Temps de l’avant
- 1975: Confidences de la nuit
- 1976: La Piastre
- 1977: Le Soleil se lève en retard
- 1977: Monsieur Zéro
- 1977: Panique
- 1979: Vie d’ange
- 1983: Albedo
- 1984: Die Frau im Hotel (La Femme de l’hôtel)
- 1985: La Dame en couleurs
- 1986: Sonia
- 1987: Les Voisins
- 1987: Gesang der Meerjungfrauen (I’ve Heard the Mermaids Singing)
- 1987–1990: L’Héritage (Fernsehserie, 14 Folgen)
- 1989: Drei Äpfel am Rande des Traumes (Trois pommes à côté du sommeil)
- 1989: Les Heures précieuses
- 1989: Jesus von Montreal (Jésus de Montréal)
- 1990: La Conquête de l’Amérique II
- 1991: Montréal vu par...
- 1991: Love-moi
- 1991: L’Assassin jouait du trombone
- 1992: La Conquête de l’Amérique I
- 1998: Der 32. August auf Erden (Un 32 août sur terre)
- 1999: Rue l’Espérance

Regisseurin
- 1980: La cuisine rouge
- 1986: Sonia
- 1991: Solo
- 1991: Le Complexe d’Édith (Kurzfilm)
- 1993: Das Geschlecht der Sterne (Le Sexe des étoiles)
- 2002: Claude Jutra – An Unfinished Story aka: Claude Jutra, portrait sur film (Dokumentation)

Drehbuchautorin
- 1979: Vie d’ange
- 1983: La cuisine rouge
- 1986: Sonia
- 1990: Le Petit cheval (Kurzfilm)
- 1991: Montréal vu par...

## Ehrungen/Preise
- Prix Gémeau, 1983